# كاليفيا (بيلا)

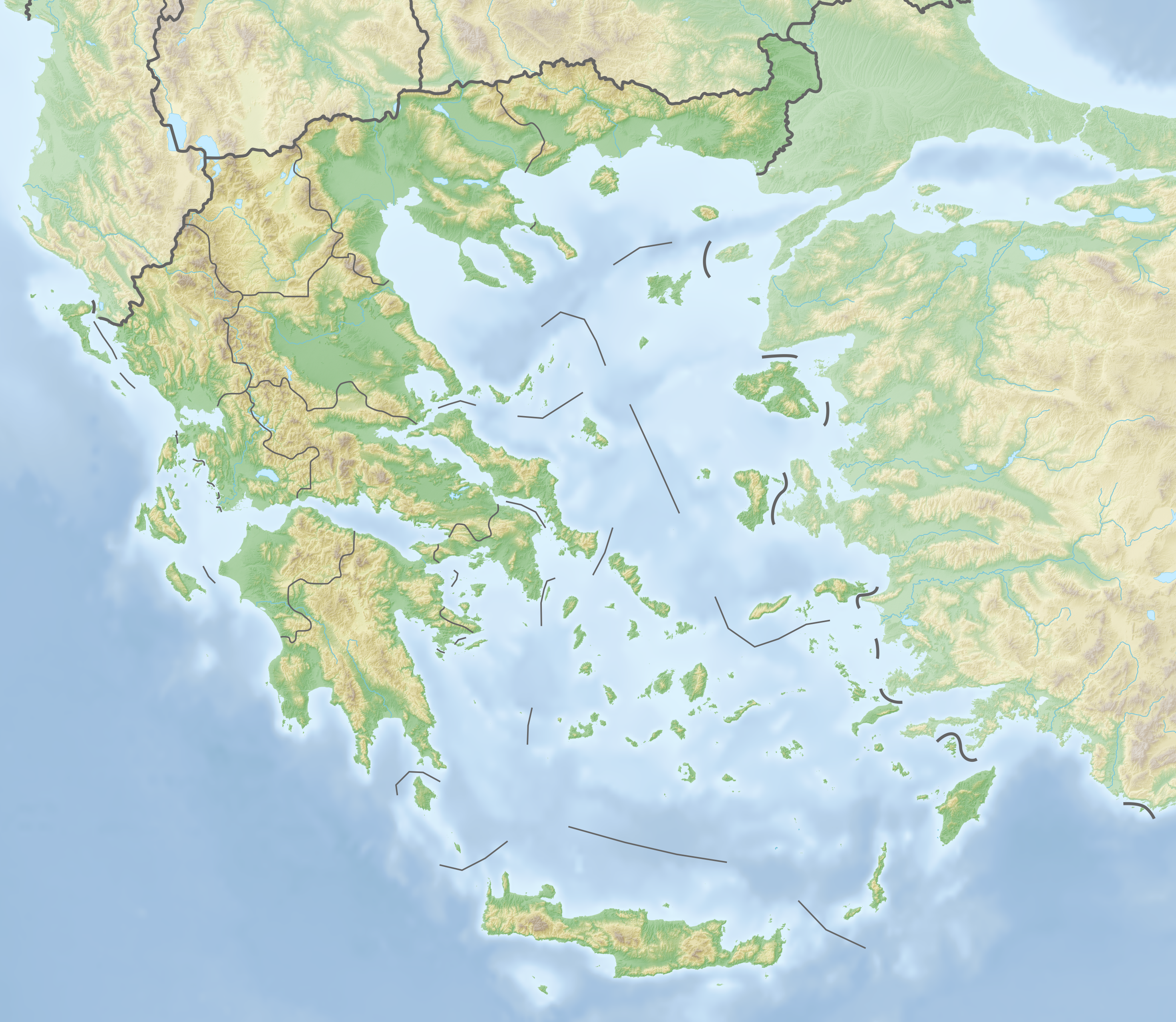

كاليفيا (Καλύβια) هي مدينة في بيلا في مقاطعة فوريا إلادا في اليونان. يبلغ عدد سكانها حوالي 1053 نسمة.